# Maghreb Arabe Presse
Maghreb Arabe Presse (MAP) est l'agence de presse officielle du Maroc, fondée le 31 mai 1959 à Rabat par le journaliste et diplomate Mehdi Bennouna. Placée sous la tutelle du ministère de la Jeunesse, de la Culture et de la Communication, elle est chargée de la collecte, du traitement et de la diffusion de l’information à l’échelle nationale et internationale. Elle publie ses contenus en arabe, français, anglais et espagnol,.
Le siège social de la MAP est situé à Rabat, avec des bureaux régionaux et des représentations à l'étranger. L'agence joue également un rôle dans la coopération internationale à travers des partenariats avec d'autres agences de presse et des institutions de formation aux métiers du journalisme. Depuis le 19 mai 2023, elle est dirigée par Fouad Arif.

## Histoire

### Histoire de la MAP
L'agence de presse est fondée par Mehdi Bennouna, conseiller des relations publiques du roi Mohammed V. Homme de médias, il veut doter le Maroc indépendant, d’un outil d’information capable de casser le monopole des agences de presse étrangères.
En 1960, l'agence a lancé le bulletin africain.
En 1971, le fondateur de l’agence assiste à la tentative de coup d’État de Skhirat publie une dépêche relatant la tentative de putsch. L'information est ensuite reprise dans les heures suivantes par les organes de presse du monde entier ce qui déclenche la colère de Hassan II. Le roi Hassan II décide alors de reprendre en main la MAP et la fait rentrer dans le giron de l’État. Abdeljelil Fenjiro en prend alors la direction générale, qu'il assure jusqu'en 1999, modernisant et développant l'agence.
Le service Moyen-Orient, ainsi que le service en anglais ont été lancés le 14 octobre 1975.
Au fil des décennies, la MAP s'est affirmée comme un acteur important de l'information au Maroc et un témoin de l'évolution de la mémoire collective. L'ouvrage «MAP, une certaine histoire du Maroc, 1959-2020», publié par l'agence en 2021, compile 61 ans de dépêches et offre un aperçu de la transformation de la société marocaine à travers les événements couverts par l'agence.

### Directeurs
Depuis sa création, la MAP a été dirigée par plusieurs personnalités :
- Mehdi Bennouna (1959–1974)
- Abdeljelil Fenjiro (1974–1999)
- Mohamed Yassine Mansouri (1999–2003)
- Mohammed Khabbachi (2003–2009)
- Ali Bouzerda (2009–2011)
- Khalil Hachimi Idrissi (2011–2023)
- Fouad Arif (depuis 2023)